# KUNIO
KUNIO（クニオ）は、演出家・舞台美術家の杉原邦生が主宰する、演劇作品のプロデュース公演カンパニー。

## 概要
2004年、杉原邦生が既存の戯曲を中心に様々な演劇作品を演出する場として設立。俳優・スタッフ共に固定メンバーを持たない、プロデュース公演形式のスタイルで活動する。西洋の古典戯曲から同時代の劇作家による新作戯曲まで、作品の演目やジャンルは多岐にわたる。
2009年、トニー賞＆ピュリッツァー賞に輝くトニー・クシュナーの戯曲『エンジェルス・イン・アメリカ』の第一部「至福千年紀が近づく」を上演。2011年には第一部と第二部「ペレストロイカ」の連続上演を行い、上演時間は約8時間半におよんだ。
2014年、ウィリアム・シェイクスピア作『ハムレット』でKUNIO初の4都市ツアーを実施。2017年には『夏の夜の夢』で再びシェイクスピア作品を上演した。2019年、ジョン・バートン＆ケネス・カヴァンダー『グリークス』を一挙上演。ギリシャ悲劇10作からなる全10幕の大作で、総上演時間は約10時間となった。なお、『ハムレット』『夏の夜の夢』は桑山智成、『グリークス』は小澤英実による完全新訳の台本で上演された。
その他の作品に、杉原が恩師・太田省吾の代表作を新演出で上演した『更地』（2012年）『水の駅』（2019年）をはじめ、『更地』を出発点に劇団「ままごと」の柴幸男が戯曲を書き下ろした『TATAMI』（2015年）、杉原自身が構成から手がけた『文化祭』（2010年）など。ウージェーヌ・イヨネスコ作『椅子』は2008年・2011年・2013年に上演され、KUNIO作品としては唯一再演が重ねられた（2021年4月現在）。
なお、ナンバリングは公演単位ではなく作品単位で行われる。

## 公演
- KUNIO01『ペリカン家の人々』（2004年6月）
  - 作：ラディゲ　演出・美術：杉原邦生
  - 会場：アトリエ劇研（京都）

- KUNIO02『ニッポン・ウォーズ』（2006年12月）
  - 作：川村毅　演出・美術：杉原邦生
  - 会場：京都芸術劇場 春秋座（京都）
- KUNIO03『椅子』（2008年2月）
  - 作：ウージェーヌ・イヨネスコ　演出・美術：杉原邦生
  - 会場：AI・HALL（兵庫）
- KUNIO04『百三十二番地の貸家』『犬は鎖に繋ぐべからず』連続上演（2008年10～11月）
  - 作：岸田國士　演出・美術：杉原邦生
  - 会場：アトリエ劇研（京都）
- KUNIO05『迷路』（2009年1月）
  - 作：フェルナンド・アラバール　演出・美術：杉原邦生
  - 会場：AI・HALL（兵庫）
- KUNIO06『エンジェルス・イン・アメリカ ―第１部 至福千年紀が近づく』（2009年9月）
  - 作：トニー・クシュナー　演出・美術：杉原邦生
  - 会場：京都芸術センターフリースペース（京都）
- KUNIO07『文化祭』（2010年9月）
  - 構成・演出・美術：杉原邦生
  - 会場：こまばアゴラ劇場（東京）
- KUNIO08『椅子』（2011年2月）
  - KUNIO03『椅子』を基に、空間性を一新、映像演出なども加えたリクリエーション版[8]。
  - 作：ウージェーヌ・イヨネスコ　演出・美術：杉原邦生
  - 会場：こまばアゴラ劇場（東京）／うりんこ劇場（愛知）
- KUNIO09『エンジェルス・イン・アメリカ』第一部「至福千年紀が近づく」・第二部「ペレストロイカ」連続上演（2011年9～10月）
  - 作：トニー・クシュナー　演出・美術：杉原邦生
  - 会場：京都芸術センター 講堂（京都）／自由学園明日館 講堂（東京）
- KUNIO10『更地』（2012年9月）
  - 作：太田省吾　演出・美術：杉原邦生
  - 会場：元・立誠小学校 講堂（京都）
- KUNIO08『椅子』ファイナル（2013年3月）
  - 作：ウージェーヌ・イヨネスコ　演出・美術：杉原邦生
  - 会場：京都芸術劇場 studio21（京都）
- KUNIO11『ハムレット』（2014年7～8月）
  - 作：ウィリアム・シェイクスピア　演出・美術：杉原邦生
  - 会場：京都芸術センター 講堂（京都）／穂の国とよはし芸術劇場PLAT アートスペース（愛知）／札幌市教育文化会館 小ホール（北海道）／あうるすぽっと（東京）
- KUNIO番外公演『ともだちが来た』（2015年5月）
  - 作：鈴江俊郎　演出・美術：杉原邦生
  - 会場：元・立誠小学校 音楽室（京都）
- KUNIO12『TATAMI』（2015年8月）
  - 作：柴幸男　演出・美術：杉原邦生
  - 会場：KAAT神奈川芸術劇場 大スタジオ（神奈川）
- KUNIO13『夏の夜の夢』（2017年8月）
  - 作：ウィリアム・シェイクスピア　演出・美術：杉原邦生
  - 会場：あうるすぽっと（東京）
- KUNIO14『水の駅』（2019年3月）
  - 作：太田省吾　演出・美術：杉原邦生
  - 会場：森下スタジオ（東京）
- KUNIO15『グリークス』（2019年11月）
  - 編・英訳：ジョン・バートン、ケネス・カヴァンダー　演出・美術：杉原邦生
  - 会場：森下スタジオ（東京）［プレビュー公演］／京都芸術劇場 春秋座（京都）／KAAT神奈川芸術劇場 大スタジオ（神奈川）
- KUNIO16『ゴドーを待ちながら』（2024年6月）※杉原邦生の体調不良のため公演中止[9]
  - 作：Samuel BECKETT　演出・美術：杉原邦生
  - 会場：KAAT神奈川芸術劇場 中スタジオ（神奈川）